# Comuna de Żelechów
Żelechów (polaco: Gmina Żelechów) é uma gminy (comuna) na Polónia, na voivodia de Mazóvia e no condado de Garwoliński. A sede do condado é a cidade de Żelechów.
De acordo com os censos de 2005, a comuna tem 8.503 habitantes, com uma densidade 96,7 hab/km².

## Área
Estende-se por uma área de 87,64 km², incluindo:
- área agricola: 78%
- área florestal: 15%

## Demografia
Dados de 31 de Dezembro de 2005:
|                      | Total   | Total | Mulheres | Mulheres | Homens  | Homens |
| -------------------- | ------- | ----- | -------- | -------- | ------- | ------ |
|                      | pessoas | %     | pessoas  | %        | pessoas | %      |
| População            | 8.503   | 100   | 4.248    | 50,0     | 4.255   | 50,0   |
| Densidade (pop./km²) | 97,0    | 100   | 48,5     | 48,5     | 48,5    | 48,5   |

## Comunas vizinhas
- Górzno, Kłoczew, Miastków Kościelny, Sobolew, Trojanów, Wola Mysłowska